# Forêts côtières de conifères scandinaves
Localisation
Les forêts côtières de conifères scandinaves forment une Écorégion terrestre définie par le WWF, de l'écozone paléarctique et du biome forêts tempérées de conifères. Cette écorégion est située le long de la côte norvégienne, dans un climat océanique avec une grande quantité de précipitations. Cette écorégion jouxte celles des forêts de bouleaux et prairies d'altitude scandinaves à plus haute altitude ainsi que la taïga scandinave et russe au niveau du fjord de Trondheim, la taïga ayant pu passer les Alpes scandinaves depuis la Suède au niveau des terrains d'altitude modéré de cette zone.
L'écorégion est caractérisée par des forêts mixtes humides ainsi que des falaises avec un très grand nombre d'oiseaux de mer, formant les plus grandes colonies de l'Atlantique nord-est.